# Резерват биосфере „Бачко Подунавље” природа са људима
Резерват биосфере „Бачко Подунавље” природа са људима је монографија Покрајинског секретаријата за урбанизам и заштиту животне средине и Покрајинског завода за заштиту природе објављена 2018. године.

## О књизи
Монографија Резерват биосфере „Бачко Подунавље” природа са људима, према речима директорке Покрајинског завода за заштиту природе Биљане Пањковић из предговора, описује и представља улогу истоименог резервата биосфере и његово богатство биолошке разноврсности које је међународно препознато и верификовано, традиционалне делатности, одрживи развој, утицај на локално становништво на чување природног и културног наслеђа и подршку међународне сарадње у очувању природе и функционисање Резервата биосфере.
Књигу чити пет целина, подељених по тематици коју обрађују, са кратким причама и фотографијама које имају за циљ да обавесте читаоце о циљу и значају Резервата биосфере, да их упознају са функцијама Резевата биосфере, садржајем, очувањем и одрживошћу Резевара бисофере, његовој користи и примером достигнућа логистичке подршке.

## Промоција
Монографија Резерват биосфере „Бачко Подунавље” природа са људима је представљена 13. марта 2019. у свечаној сали Зграде Бачко-Бодрошке жупаније у Сомбору.
У уводном делу промоције су говорили Марина Томић, в.д. директора Покрајинског завода за заштиту природе, Ратко Бајчетић, помоћник Покрајинског секретара за урбанизам и заштиту животне средине, Јелена Дучић, начелница Одељења за биодиверзитет Министарства заштите животне средине Републике Србије, Душка Димовић из Светске фондације за природу и Антонио Ратковић, заменик градоначелнице града Сомбора.
О монографији је потом говорио Борис Ерг, директор Регионалне канцеларије међународне уније за заштиту природе за Источну Европу и централну Азију, са аспекта одрживог развоја овог подручја и вези људи и природе, као и један од аутора прилога у књизи Милан Степановић који је о монографији говорио са историјско–културолошког аспекта.